# Port lotniczy Asuan
Port lotniczy Asuan (IATA: ASW, ICAO: HESN) – międzynarodowy port lotniczy położony w Asuanie, w południowym Egipcie. W 2006 obsłużył ponad 870 tys. pasażerów.

## Linie lotnicze i połączenia
| Linia Lotnicza         | Kierunek                                   |
| ---------------------- | ------------------------------------------ |
| Air Cairo              | 1. Abu Simbel 2. Kair Sezonowo: 1. Lizbona |
| EgyptAir               | 1. Abu Simbel 2. Kair                      |
| Nile Air               | 1. Kair                                    |
| Petroleum Air Services | Sezonowe czartery: 1. Kair                 |